# Gladiolus murgusicus
Gladiolus murgusicus är en irisväxtart som beskrevs av A.D. Mikheev. Gladiolus murgusicus ingår i släktet sabelliljor, och familjen irisväxter. Inga underarter finns listade i Catalogue of Life.